# فرانك وارن (لاعب كرة قدم أمريكية)
فرانك وارن (بالإنجليزية: Frank Warren)‏ هو لاعب كرة قدم أمريكية أمريكي، ولد في 14 سبتمبر 1959 في برمنغهام في الولايات المتحدة، وتوفي بنفس المكان في 12 ديسمبر 2002 بسبب نوبة قلبية.

## وصلات خارجية
- فرانك وارن على موقع مرجع كرة القدم المحترفة.كوم (الإنجليزية)